# NOTHING PERSONAL (バンド)
NOTHING PERSONAL（ナッシング・パーソナル）は日本のロックバンド。
JILLと本田毅
が中心となり1983年に結成。ベーシストとドラマーにサポートメンバーを迎え、東京のライブハウス、新宿LOFTで定期的にライブ活動を行う。
その後、元AUTO-MOD（一時並行して在籍）の渡邉貢（ベーシスト）と藤田勉（ドラマー）が加わり、1984年にバンド名をPERSONZに改名し、1987年にメジャーデビューする。

## メンバー
- JILL：ボーカル 東京都出身
- 本田毅：ギタリスト 東京都出身
- 渡邉貢：ベーシスト 新潟県出身
- 藤田勉：ドラマー 新潟県出身

## サポートメンバー
- 今井サトル：ドラマー 他

## 主なライブ活動
- 1983年11月10日：新宿LOFT
- 1983年12月24日：新宿LOFT
- 1983年12月26日：渋谷LIVE INN
- 1984年1月1日：渋谷西武劇場 (New Year Rock Festival)
- 1984年1月3日：新宿LOFT
- 1984年3月7日：新宿LOFT
- 1984年4月3日：新宿LOFT
- 1984年5月3日：日比谷野外音楽堂 (Japan Rock Festival)
- 1984年5月7日：新宿LOFT

※1984年6月21日：新宿LOFTの公演よりPERSONZとして活動。